# École élémentaire Ljuba Nenadović à Žarkovo
L'école élémentaire Ljuba Nenadović (en serbe cyrillique : Основна школа Љуба Ненадовић ; en serbe latin : Osnovna škola Ljuba Nenadović) est située à Belgrade, la capitale de la Serbie, dans la municipalité urbaine de Čukarica. Construite entre 1912 et 1914, elle est inscrite sur la liste des biens culturels de la ville de Belgrade.

## Présentation
L'école élémentaire Ljuba Nenadović est située 25 rue Ace Joksimovića, dans le quartier de Žarkovo ; elle a été construite entre 1912 et 1914, d'après un projet de l'architecte Stevan Savković, en briques avec du mortier de chaux. Elle est composée d'un rez-de-chaussée avec une cave. Elle dispose de cinq salles de classe au rez-de-chaussée, où l'on trouve également l'appartement du maître. Le toit est recouvert de goudron. Les bordures et l'escalier de l'entrée sont en pierres, de même que la tour située au milieu de l'édifice. La vaste cour de l'école possède un mur et une clôture en bois.
L'école est caractéristique des constructions éducatives de son temps et reflète les tentatives de la société serbe pour améliorer la condition des élèves.
Le bâtiment tient une partie de sa valeur du jeu des volumes et des masses, sans aucune décoration plastique.